# 奥拉西奥·莫拉莱斯
奥拉西奥·莫拉莱斯（英語：Horacio "Boy" Morales, Jr.，1943年9月11日—2012年2月29日），是菲律宾的政治家、经济学家，曾加入菲律宾共产党对抗费迪南德·马科斯的独裁统治，之后担任过约瑟夫·埃斯特拉达执政时期的农业部部长。